# Verwaltungsgemeinschaft Altenburger Land

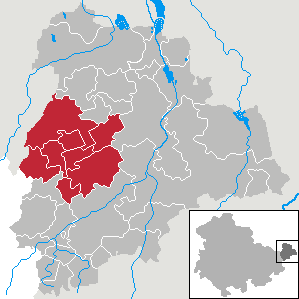
Lage der ehemaligen Verwaltungsgemeinschaft im Landkreis Altenburger Land

In der Verwaltungsgemeinschaft Altenburger Land aus dem thüringischen Landkreis Altenburger Land hatten sich acht Gemeinden zur Erledigung ihrer Verwaltungsgeschäfte zusammengeschlossen. Ihr Sitz war in Mehna.

## Die Gemeinden
Nachfolgend die Gemeinden und deren Einwohnerzahl in Klammern (Stand: 31. Dezember 2017):
- Altkirchen (990)
- Dobitschen (471)
- Drogen (123)
- Göhren (417)
- Göllnitz (324)
- Lumpzig (493)
- Mehna (294)
- Starkenberg (1890)

## Geschichte
Die Verwaltungsgemeinschaft wurde am 1. Januar 1992 gegründet. Die ursprünglichen Mitgliedsgemeinden Naundorf und Tegkwitz schlossen sich zum 1. Dezember 2008 mit Starkenberg zur neuen Gemeinde Starkenberg zusammen. Großröda schloss sich zum 1. Januar 2012 der Gemeinde Starkenberg an.
Zum 1. Januar 2019 wurde die Verwaltungsgemeinschaft im Rahmen der Gebietsreform in Thüringen aufgelöst. Die Mitgliedsgemeinden Altkirchen, Drogen und Lumpzig wurden in die Stadt Schmölln eingemeindet; diese wurde erfüllende Gemeinde für Dobitschen. Die Verwaltungsgemeinschaft Rositz wurde um die Mitgliedsgemeinden Göhren, Göllnitz, Mehna und Starkenberg erweitert.

### Einwohnerentwicklung
Entwicklung der Einwohnerzahl:
| - 1994: 6504 - 1995: 6537 - 1996: 6617 - 1997: 6681 - 1998: 6713 - 1999: 6632 | - 2000: 6536 - 2001: 6438 - 2002: 6376 - 2003: 6315 - 2004: 6235 - 2005: 6179 | - 2006: 6000 - 2007: 5849 - 2008: 5682 - 2009: 5609 - 2010: 5526 - 2011: 5469 | - 2012: 5358 - 2013: 5257 - 2014: 5194 - 2015: 5145 - 2016: 5042 - 2017: 5002 |

 Datenquelle: ab 1994 Thüringer Landesamt für Statistik – Werte vom 31. Dezember